# Жермиње (Горња Саона)
Жермиње (фр. Germigney) насеље је и општина у источној Француској у региону Франш-Конте, у департману Горња Саона која припада префектури Везул.
По подацима из 2011. године у општини је живело 179 становника, а густина насељености је износила 11,85 становника/km². Општина се простире на површини од 15,1 km². Налази се на средњој надморској висини од 150 метара (максималној 247 m, а минималној 188 m).

## Демографија
| 1962. | 1968. | 1975. | 1982. | 1990. | 1999. | 2011. |
| ----- | ----- | ----- | ----- | ----- | ----- | ----- |
| 186   | 193   | 161   | 170   | 152   | 170   | 179   |

График промене броја становника у току последњих година